# Parafia Świętego Stanisława Biskupa Męczennika w Starej Wronie
Parafia pw. Świętego Stanisława Biskupa i Męczennika w Starej Wronie – parafia należąca do dekanatu nasielskiego, diecezji płockiej, metropolii warszawskiej.

## Historia parafii
Parafię we Wronie erygował prawdopodobnie około 1402 r. bp Jakub z Korzkwi z fundacji księcia mazowieckiego Janusza I.

## Obszar parafii

### Miejscowości i ulice
W granicach parafii znajdują się miejscowości:

- Adamowo,
- Czarna,
- Karolinowo,
- Krępica,
- Ludwikowo,
- Michałówek,
- Nowa Wrona,
- Nowe Wrońska,
- Omięciny,
- Proboszczewice,
- Przyborowice Dolne,
- Przyborowice Górne,
- Smulska,
- Stróżewo,
- Wilamy,
- Stara Wrona,
- Stare Wrońska.